# Foppe de Haan
Foppe de Haan, né le 26 juin 1943 à Lippenhuizen, est un footballeur néerlandais devenu entraîneur.
Il est notamment connu pour avoir dirigé le SC Heerenveen durant de nombreuses années et remporté consécutivement les éditions 2006 et 2007 de l'Euro espoirs avec les espoirs néerlandais.

## Palmarès

### En club
| - SC Heerenveen - Eredivisie - Vice-champion : 2000. - Coupe des Pays-Bas - Finaliste : 1993 et 1997. |  | - Ajax Cape Town - Premier Soccer League - Vice-champion : 2011. |

### En sélection
- Pays-Bas espoirs
  - Euro espoirs
    - Vainqueur : 2006 et 2007.